# Joseph Petit
Joseph Petit (New Orleans, 1873 of 1880 - aldaar, 1946) was een Amerikaanse jazz-trombonist, die in verschillende vroege New Orleans-groepen speelde.
Petit was de stiefvader van cornettist Buddy Petit. Hij speelde in het begin van de twintigste eeuw in Olympia Orchestra, de Camelia Brass Band, de Terminal Brass Band en het door hem geleide Security Orchestra. Hij werkte met mannen als Sidney Bechet, King Oliver en Wooden Joe Nicholas. Petit nam in 1945 op met de Original Creole Stompers en maakte later enkele opnames toen hij al met pensioen was, op uitnodiging van componist en muziekhistoricus Bill Russell.